# Miltiadis Tentoglou
Miltiadis Tentoglou (řecky Μιλτιάδης Τεντόγλου) (* 18. března 1998 Soluň) je řecký atlet, dvojnásobný olympijský vítěz, halový mistr světa i pod širým nebem a trojnásobný mistr Evropy ve skoku dalekém.

## Sportovní kariéra
V roce 2016 se stal juniorským vicemistrem světa ve skoku do dálky. V následující sezóně zvítězil v této disciplíně na juniorském mistrovství Evropy. Jeho prvním větším úspěchem mezi dospělými, je titul mistra Evropy ve skoku do dálky v roce 2018. V roce 2019 vyhrál mistrovství Evropy v atletice do 23 let. Na mistrovství světa v atletice 2019 obsadil desáté místo. Je trojnásobným halovým mistrem Evropy (2019, 2021 a 2023). Na odsunuté olympiádě v Tokiu předvedl v poslední sérii skok dlouhý 841 cm a přesně vyrovnal dosud vedoucího Kubánce Echevariu, ale jeho druhý nejdelší pokus byl kvalitnější – a protože Kubánec pro zranění již ke svému poslednímu pokusu nemohl nastoupit, stal se Miltiadis nečekaným, ale zaslouženým olympijským vítězem. V roce 2022 v hale už neměl konkurenci a zvítězil jednoznačně, před Švédem Montlerem ve skvělém výkonu 855 cm. Na mistrovství světa pod otevřeným nebem dlouho vedl (832 cm), ale posledním pokusem se před něho dostal Číňan Wang (836 cm), a tak si bude muset na své zlato z MS ještě počkat, vzhledem k věku je ale pravděpodobné, že vyhraje už za rok v Budapešti. Skvělý rok 2022 dovršil na mistrovství Evropy v Mnichově, kde překonal v točícím se větru dokonce rekord šampionátu (852 cm). Na mistrovství světa v Budapešti (2023) se dočkal posledního možného titulu, a to titulu mistra světa, když posledním pokusem skočil 852 cm a o dva cm porazil dosud vedoucího Wayna Pinnocka z Jamajky (850 cm). V roce 2024 se nejdříve v březnu stal halovým mistrem světa v Glasgow za 822 cm, poté v červnu v Římě zvítězil na výborném povrchu a utvořil si osobní rekord 865 cm a skvělý rok završil velkolepým obhájením zlata na Olympijských hrách v Paříži (848 cm). Zajímavostí je, že stále o jediný centimetr nedrží řecký rekord.
Jeho osobním rekordem v dálce je 865 cm (2024) venku a 855 cm (2022) v hale (řecký národní rekord). V trojskoku dosáhl nejlepšího výkonu 15,61 m.